# Zumba

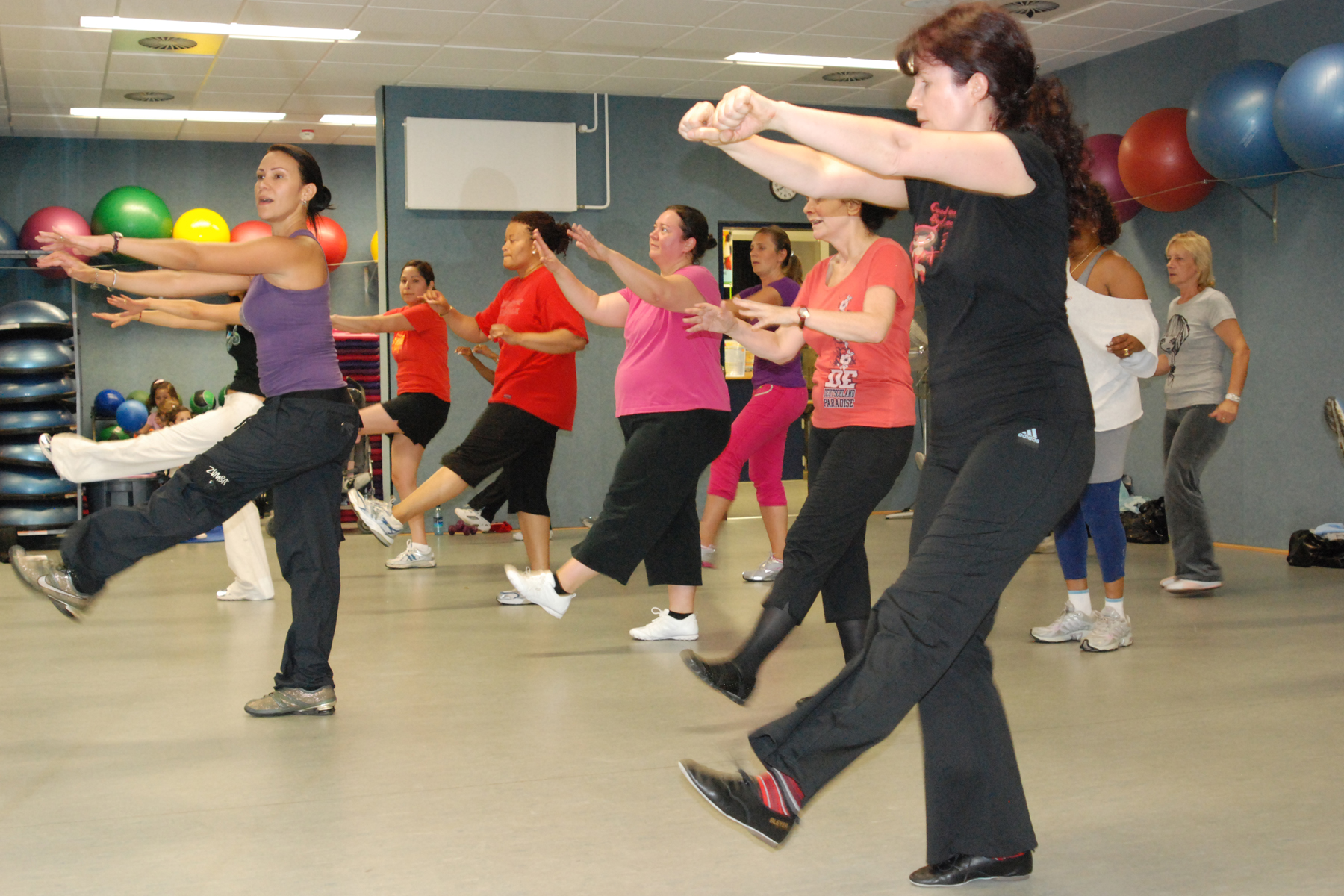
Aula de fitness em ritmo de zumba

Zumba é um programa de fitness inspirado principalmente pela dança latina criado na Colômbia pelo coreógrafo Beto Pérez, na década de 1990. O programa foi implementado em mais de 150 países.
O zumba mescla movimentos de danças latinas como o samba, salsa, merengue, mambo e reggaeton, ou mesmo outros estilos como hip hop e dança do ventre  com exercícios próprios do treino cardiovascular  e, por este motivo, é muito utilizado em academias, promovendo o condicionamento físico de um modo geral.

## Empresa
Em 2006, Alberto Pérez (conhecido como Beto Pérez),[carece de fontes?] fundou a empresa Zumba Fitness LLC para licenciar academias e instrutores e produzir vídeos para promover a dança no mercado de physical fitness. Com o tempo, a empresa lançou uma linha própria de moda e afins.